# Carum verticillatum
Carum verticillatum là một loài thực vật có hoa trong họ Hoa tán. Loài này được (L.) Koch mô tả khoa học đầu tiên năm 1824.

## Hình ảnh

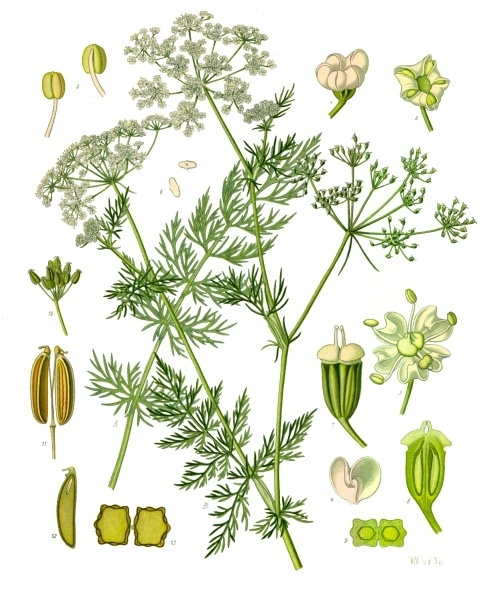